# Àguila de Verreaux
L'àguila de Verreaux (Aquila verreauxii) és un gran ocell rapinyaire de la família dels accipítrids (Accipitridae). Habita zones obertes i de muntanya de gran part de l'Àfrica oriental i del sud. També està pressent al sud de la Península Aràbiga, la Península del Sinaí i Palestina. El seu estat de conservació es considera de risc mínim.
Aquesta àguila és de proporcions similars a les de l'àguila daurada, es diferencia pel seu color negre amb un dibuix clar en forma de V al dors.